# Mathilde de Saxe
Ne doit pas être confondu avec Princesse Mathilde de Saxe (naissance en 1863).
Mathilde de Saxe, née vers 935/945 et morte le 25 mai 1008, est une princesse de la dynastie des Billung, fille du duc Hermann Ier de Saxe. Elle fut comtesse de Flandre jusqu'en 962 par son mariage avec le comte Baudouin III, puis comtesse de Verdun et de Hainaut par son mariage avec le comte Godefroid Ier.

## Biographie
Au Xe siècle, encouragée par Gerbert d'Aurillac, le futur pape Sylvestre II, elle défendit avec succès le fort de Scarpone, puis la forteresse d'Hattonchâtel, jusqu’à l’extrêmité, contre Lothaire, roi de France, qui retenait son mari prisonnier. Lothaire fut forcé de lever le siège d'Hattonchâtel vers 980.

## Mariages et enfants
Entre 951 et 959, Mathilde de Saxe épousa Baudouin III.
Un fils est issu de cette union :
- Arnoul II de Flandre.

Veuve en 962, elle épousa en 963 le comte Godefroid Ier de Verdun.
Plusieurs enfants sont issus de cette union :
- Adalbéron II de Verdun, († 988), il entra dans les ordres et fut évêque de Verdun ;
- Frédéric († 6 juin 1022), comte de Verdun ;
- Hermann († 28 mai 1029), comte d'Eename ;
- Godefroy Ier de Basse-Lotharingie († 26 septembre 1023) ;
- Gothelon Ier de Lotharingie († 21 avril 1044), marquis d'Anvers, duc de Basse et Haute-Lotharingie ;
- Ermengarde († 1042), elle épousa Otton Ier de Zutphen, comte de Wettergau ;
- Ermentrude, elle épousa Arnold de Rumigny.